# 马占相思
马占相思（学名：Acacia mangium），别名大叶相思，分佈在澳大利亚、印度尼西亚、马来西亚，是园景树、护堤树，可种荒山绿化、水土保持树种，木质坚硬，可用作来制纸。